# ساشا روزلر
ساتشا روسلير (بالألمانية: Sascha Rösler)‏ هو لاعب كرة قدم ألماني في مركز الوسط، ولد في 28 أكتوبر 1977 في تيتنانغ في ألمانيا. شارك مع منتخب ألمانيا تحت 21 سنة لكرة القدم. أما مع النوادي، فقد لعب مع ألمانيا آخن وإس إس في أولم 1846 وبوروسيا مونشنغلادباخ وروت فايس أوبرهاوزن وغرويتر فورت وفورتونا دوسلدورف وميونخ 1860.

## وصلات خارجية
- ساتشا روسلير على موقع قاعدة بيانات كرة القدم.إي يو (الإنجليزية)
- ساتشا روسلير على موقع بيانات كرة القدم. دي إي (الألمانية)
- ساتشا روسلير على موقع عالم كرة القدم.نت (الإنجليزية)